# دژ کوئل

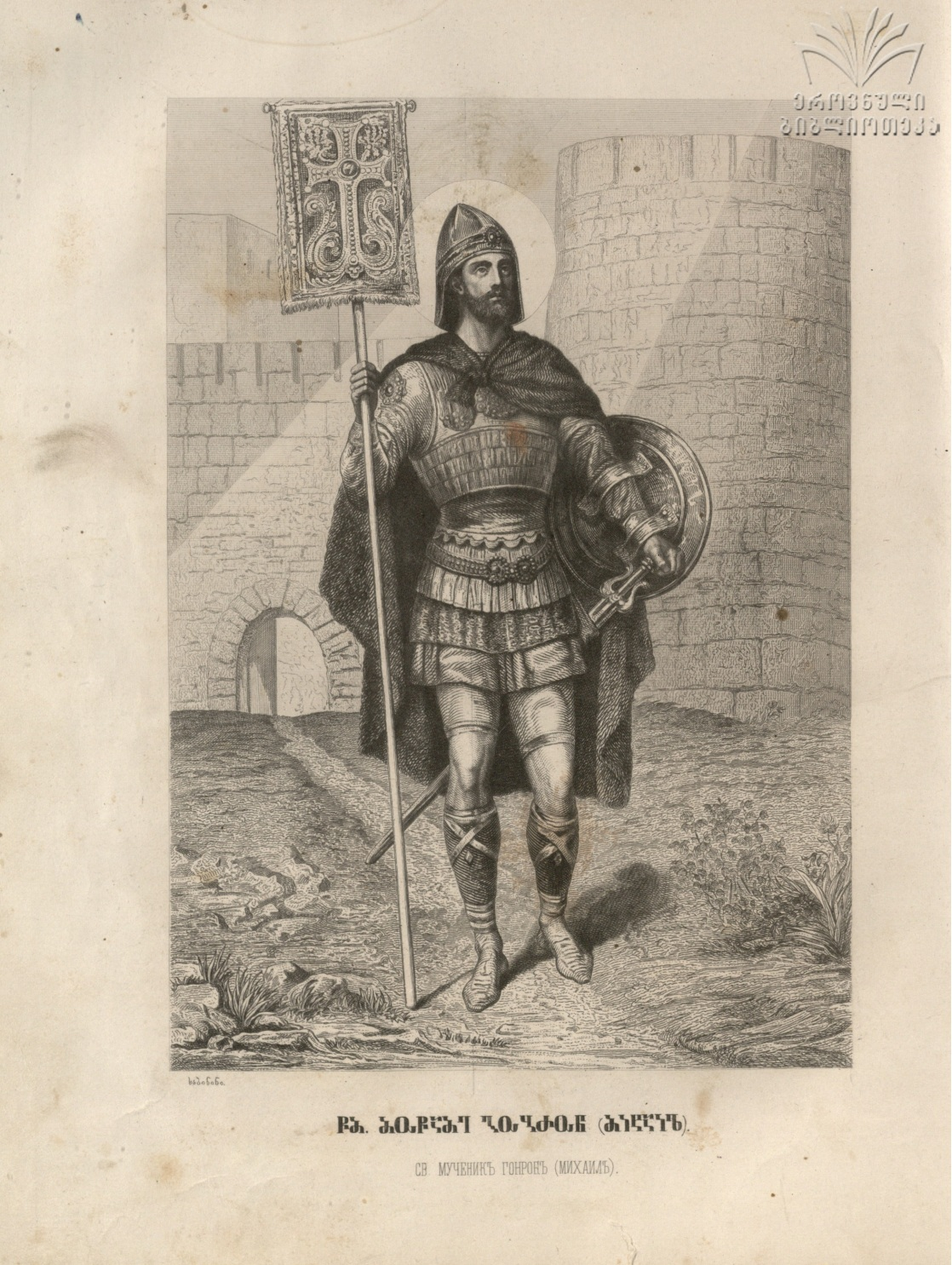
میکل گُبرُن، که در سال ۹۱۴ هنگام دفاع از دژ کوئل در برابر تازش مسلمانان درگذشت. او بعداً توسط کلیسای گرجستان «مقدس» شناخته شد.

دژ کوئل یا قلعه کوول (به گرجی: ყუელი) یک دژ گرجی سدهٔ میانه‌ای بر فراز کوه‌های یانلیزچام بود که اکنون در مرزهای ترکیه جای دارد. جایی که به کول قَلسی یا کوول قلسی (قلعه‌سی) نامــــوَر است.
نام این دژ نخستین بار در بن‌مایه‌های گرجستانی سال‌های آغازین سدهٔ دهم پدیدار شد، کوئل یکی از برج‌وباروهای اصلی استانمسختی بود تا اینکه از سوی امپراتوری عثمانی در سدهٔ شانزدهم گشوده شد.

## تاریخچه
دژ کوول، که اکنون بیشترش ویران شده‌است، در روستای کُــــلــــکُــــی در بخش امروزی پوسوف در شمال خاوری ترکیه، نزدیک به مرز گرجستان جای دارد.
برای نخستین بار در سال‌های آغازین سدهٔ دهم در قدیس‌نگاری گرجی «سختی‌های گُبرُن» نوشتهٔ «استپان متبواری en» این دژ به عنوان جایگاه ایستادگی در برابر ارتش تازندهٔ امیر ساجی‌تبار آذربایجان یوسف بن ابی‌الساج en (ابوالقاسم در بن‌مایه‌های گرجی) در سال ۹۱۴ نام برده شده است.
به گفتهٔ استپان متبواری، کوول پس از ۲۸ روز محاصره سرنگون شد و از آنجا که افسر فرمانده گرجی، گُبرُن، از پذیرش اسلام خودداری کرد، کشته شد.
در دههٔ ۹۲۰، کوول در جایگاه دژ اصلی دوک‌نشین گرجی جاواختی، (که از آن در کتابی به نام آیین‌ها نوشتهٔ کنستانتین هفتم با نام دوک‌نشین کوئل یاد شده‌است) پدیدار شد.
کنستانتین در این بخش «آرکنتِ کوئل» را یادآور می‌شود که به گفتهٔ پروفسور کیریل تومانُف شاید همان شاهزادهٔ باگراتیونی‌ها دیوید دوم باشد.
کوئل در جای دیگری از سوی کنستانتین با برابر یونانی Tyrokastron نامیده می‌شود.
این دژ بعداً به دست پسرعموی کشورگشای دیوید دوم، گورگن دوّم تائو en افتاد. سپس گورگن ، کوئل و آجارستان را به جای کلرجتی به پدرزنش آشوت کیسکاسی داد که سرانجام این دو را نیز از او گرفت.
پس از مرگ گورگن در سال ۹۴۳، کوول به پسرعموهایش رسید و سرانجام، همراه با سایر دارایی‌های باگراتیونی‌ها، به بگرات سوم رسید که در سال ۱۰۰۸ نخستین پادشاه گرجستان یکپارچه شد.
از آنجا که دژ کوول بسیار راهبردی بود خود پهنهٔ چندین درگیری لشگری در درازنای تاریخ خود بوده‌است.
در دههٔ ۱۰۴۰، کوئل به دست جنگ‌سالار شورشی گرجستانی افتاد ولی سرانجام از سوی بگرات چهارم، پادشاه گرجستان، در سال ۱۰۵۹ پس گرفته‌شد
گویا این دژ سپس به دست مُروان جاقلی افتاد که در دههٔ ۱۰۶۰ در جایگاه اریستاوی (دوک) کوول پدیدار شد. در سال ۱۰۶۵ شاه سلجوقی آلپ ارسلان با «لشکرکشی در برابر گرجستان» این دژ را گرفت. در سال ۱۰۸۰، کردها به رهبری امیر احمد، که گویا از دودمان روادیان بوده، پادشاه گرجستان جرج دوم را غافلگیر کرده در کوئل شکست دادند.
در سدهٔ شانزدهم، کوئلی، همراه با بخش بزرگی از جنوب باختری گرجستان، به دست عثمانی افتاد و برجستگی گذشتهٔ خود را از دست داد.

## بن‌مایه
- همکاری‌کنندگان ویکی‌پدیا، «Queli»، ویکی‌پدیای انگلیسی، دانشنامهٔ آزاد (بازیابی ۲۴ آذر ۱۴۰۱)